# Centro Social y Deportivo Paso de la Arena
El Centro Social y Deportivo Paso de la Arena es un club deportivo y social ubicado en Paso de la Arena, en el oeste de la ciudad de Montevideo, Uruguay. Fue fundado el 1° de setiembre de 1949 y en la rama fútbol participa de la Divisional D de la Asociación Uruguaya de Fútbol.

## Historia en fútbol
El Centro Social y Deportivo Paso De La Arena fue fundado el 1° de septiembre de 1949 en la localidad homónima, al oeste de la ciudad de Montevideo. Su sede se encuentra separada de la sede de Huracán de Paso de la Arena únicamente por la Avenida Alfredo Moreno Venditto (ambas sedes están sobre la Avenida Luis Batlle Berres). Comparados con sus vecinos, el Centro P.D.L.A. posee una trayectoria mucho más modesta en el fútbol: participó solamente en la Extra B (quinta categoría) en las temporadas 1959 y 1960.
Regresó a la competencia de la AUF en 2021 a través de la recién creada Divisional D (cuarta categoría) y fue el subcampeón en la primera edición del torneo, perdiendo en la final frente a Cooper por 4 a 0.

### Datos estadísticos históricos
Datos actualizados a la temporada 2023 inclusive.
- Temporadas en Primera División: 0
- Temporadas en Segunda División: 0
- Temporadas en Tercera División: 0
- Temporadas en Cuarta División: 3 (2021-presente)
- Temporadas en Quinta División: 2 (1959-1960)

## Curiosidades
El 14 de noviembre de 1971 se realizó un partido estelar en la canchita del CSyD Paso de la Arena, ubicada en Batlle Berres y Tomkinson: se enfrentaron la selección de la Mutual Uruguaya frente a la selección de Agremiados de Argentina. Ambas organizaciones estaban en huelga por reclamos para mejores condiciones para los futbolistas. La razón de la elección de la cancha fue porque la AUF bloqueó cualquier posibilidad de fijar escenarios de los clubes afiliados a la Asociación. Entre las estrellas que disputaron ese partido estaban Manga, Matosas, Caetano, Maneiro, Cubilla, Ermindo Onega jugando por los uruguayos; mientras que por los argentinos se presentaron los famosos Heredia, Basile, Pastoriza, Ayala, Daniel Onega, Carlos Bianchi y “Pinino” Más.

## Mayor goleada
El 21 de octubre de 2023 logró la mayor goleada en la historia 12-0 contra Hacele un Gol a la Vida en el Estadio Charrúa por la décima fecha de la Divisional D.
Tres goles de Santiago Silva y Lucas Fuentes, dos de John Pintos y uno de Jacinto De Lizarza, Anthony Álvarez, el colombiano Alexis Cabrera y el restante en contra.